# Era (밴드)
Era는 헤비메탈 기타리스트인 에릭 레비를 중심으로 구성된 프랑스의 뉴 에이지 음악 밴드이다.